# رافائيلي بينتو
رافائيلي بينتو (بالإيطالية: Raffaele Pinto)‏ مواليد 13 أبريل 1945، هو سائق راليات إيطالي سابق بدأ مسيرته في سنة 1973. كان أول رالي له هو رالي مونت كارلو 1973. تسابق في بطولة العالم للراليات. فاز بـ سباق رالي واحد. صعد على المنصة 3 مرات خلال مسيرته.

## فرق مثلها
- فيات كرايسلر
- لانشيا

## روابط خارجية
- رافائيلي بينتو على موقع eWRC-results.com (الإنجليزية)